# Goljam Persenk
Le Goljam Persenk (en bulgare : Голям Персенк) est un sommet de la chaîne montagneuse des Rhodopes, dans le Sud de la Bulgarie.